# Марескотти, Анджело
А́нджело Мареско́тти (итал. Angelo Marescotti; 24 февраля 1815, Луго — 5 октября 1892, Болонья) — итальянский врач, экономист и политик.

## Биография
Анджело Марескотти родился 24 февраля 1815 года (по сведениям «Биографического словаря итальянцев», изданного Институтом Итальянской энциклопедии, — 19 февраля, по информации исторического сайта Сената Италии — 18 февраля). Родители — Джузеппе Марескотти и Луиджия Риччи Фурбастро. Анджело учился сначала в колледже Тризи, затем поступил на медицинский факультет Болонского университета. С началом революционных событий 1831 года вступил в боевую группу «Легион Паллада» (Legione Pallade), после закрытия университета продолжал вместе с другими студентами обучение в режиме частных уроков, в 1833 году окончил университетский курс медицины, в 1834 — хирургии. В 1842 году продолжил образование в парижском Коллеж де Франс, где под руководством Пеллегрино Росси изучал общественные и экономические дисциплины. По возвращении в Романью начал медицинскую практику в Чивителла ди Форли и посвятил годы изучению положения неимущих слоёв населения, в 1845 году опубликовал очерк La ragion critica della medicina («Критический подход к медицине») в котором призывал отказаться в медицине от абстрактных и идеалистических теорий, положив в её основу принципы естественных наук, патологии и физиологии.
Марескотти принял участие в первой войне за объединение Италии в 1848 году и в обороне Римской республики в 1849 году. Позднее был профессором политической экономии Болонского университета, представлял этот университет в Итальянском обществе политической экономии (Флоренция).

## Государственная служба
Анджело Марескотти 15 июня 1859 года вошёл в состав временного правительства Болоньи (итал. Giunta governativa provvisoria di Bologna), в котором занимал должность интенданта или заместителя интенданта Луго. 
В том же году стал депутатом Национальной ассамблеи народов Романьи (итал. Assemblea nazionale dei popoli delle Romagne) в Болонье, в 1863—1865 годах возглавлял Провинциальный совет Равенны. 
7 декабря 1862 года и 13 марта 1881 года Марескотти в результате довыборов входил в Палату депутатов соответственно VIII-го и XIV-го созывов, где представлял историческую Правую партию. 
25 ноября 1883 года назначен сенатором Королевства Италия.

## Труды
Среди научных трудов Марескотти можно выделить несколько наиболее значительных:
- Sugli economisti italiani del nostro secolo («Об итальянских экономистах нашего века», 1853);
- Discorsi sulla economia sociale («Беседы о социальной экономике», в 4-х тт., 1856—1857);
- La finanza, organismo finanziario ecc. («Финансы, финансовая система и т. д.», 1867);
- L’economia politica studiata col metodo positivo («Политическая экономия, исследуемая позитивным методом», 1878);
- I fenomeni economici e le loro cause costanti («Экономические процессы и их устойчивые причины», 1880);
- L’economia sociale e l’esperienza («Социальная экономика и опыт», 1884);
- La legislazione sociale e la questione economica («Социальное законодательство и экономический вопрос», 1886);
- Il socialismo, forza, assiomi e temperamenti suoi («Социализм: его сила, непреложные истины и разновидности», 1891).

## Государственные награды
Командор Ордена короны Италии.